# Soluna Samay
Soluna Samay Kettel-Ziegler (* 27. August 1990 in Antigua, Guatemala) ist eine Schweizer Sängerin, Songwriterin und Multiinstrumentalistin. Sie vertrat Dänemark beim Finale des Eurovision Song Contest 2012 in Baku mit dem Song Should've Known Better, nachdem sie sich im Halbfinale hatte qualifizieren können. Sie landete auf dem 23. Platz.

## Leben
Soluna Samay wuchs als Tochter der Schweizerin Annelis Ziegler und des Deutschen Gerd George Kettel in Guatemala auf. 2000 zog die Familie auf die dänische Insel Bornholm. Bereits als Kind trat sie als Teil der Straßenmusik-Band ihres Vaters Gee Gee & Soluna in Fußgängerzonen und auf Straßenmusikfestivals auf. Bislang veröffentlichte sie drei Solo-Alben: Sing Out Loud (2011), Soluna Samay (2012) und Golden (2016).
Soluna Samay lebt in Kopenhagen, wo sie Musikwissenschaft studierte.

## Diskografie
Alben
- 2011: Sing Out Loud (Baltic Records)
- 2013: Soluna Samay (Sony Music)
- 2016: Golden (Gateway Music)

Singles
- 2003: I Wish I Was a Seagull (Ozella Music)
- 2011: Two Seconds Ago (Baltic Records)
- 2011: Should’ve Known Better (EMI Denmark)
- 2012: Come Again (The Quetzal) (EMI Denmark)
- 2012: Humble (EMI Denmark)